# Madone Frizzoni
La Madone Frizzoni ou Vierge Frizzoni est une peinture de Giovanni Bellini, datant des années 1460-1464. 

## Histoire
La Madone Frizzoni faisait partie de la collection Frizzoni de Bergame. Le tableau est entré au musée Correr à Venise, en 1891, année où il a été identifié comme une œuvre de Bellini. Peinture a tempera sur  panneau, elle a été transférée sur toile avant son entrée au Musée Correr.